# Puente Goz Abu Goma
El Puente Goz Abu Goma es un puente ferroviario que pasa a través del Nilo Blanco en Goz Abu Goma, a 50 millas al sur de Alays, en el país africano de Sudán. Se trata de una estructura en la línea de ferrocarril entre Jartum y El Obeid.
El puente, que tiene nueve aberturas principales en el río y tiene unos 536 metros de largo, fue completado por la compañía Cleveland Bridge & Engineering en 1911.